# Запитай себе
«Запитай себе» — радянський телефільм 1976 року, знятий режисером Станіславом Третьяковим на кіностудії «Білорусьфільм».

## Сюжет
На сплавділянці відбувається аварія, згоряє гуртожиток, а вся деревина, приготована до відправлення, йде в річку. Під час судового розгляду суддя Градова (Ія Саввіна) впізнає у підсудному Щербаку льотчика, який під час війни відмовився вивезти її, тяжко поранену, у тил.

## У ролях
- Ія Саввіна — Градова
- Петро Вельямінов — головна роль
- Володимир Ліппарт — роль другого плану
- Августин Милованов — роль другого плану
- Олександр Денисов — роль другого плану
- Анатолій Соловйов — Назаров
- Борис Владомирський — Ларін
- Юрій Горобець — Костров
- Всеволод Платов — адвокат
- Степан Хацкевич — Лагун
- Федір Нікітін — епізод
- Валентин Бєлохвостик — прокурор
- Жаннета Четверикова-Друцька — епізод
- Світлана Турова — секретар

## Знімальна група
- Режисер — Станіслав Третьяков
- Оператор — Геннадій Курінний
- Композитор — Сергій Кортес
- Художник — Михайло Карпук